# Australijskie Towarzystwo Sceptyków
Australijskie Towarzystwo Sceptyków (ang. The Australian Skeptics) – założona w Australii organizacja sceptyków naukowych typu non-profit badająca zjawiska paranormalne i pseudonaukowe przy użyciu metod naukowych.
Jej początki sięgają roku 1982, a związane są z przybyciem do Wiktorii Jamesa Randiego, który powołał tę organizację przy wsparciu ze strony amerykańskiego CSICOP. Obecnie Towarzystwo obejmuje swoją działalnością cały obszar Australii, zrzeszając około 4000 osób.
Od  dwudziestu pięciu lat Towarzystwo wydaje czasopismo „The Skeptic”.
Australijskie Towarzystwo Sceptyków ufundowało nagrodę w wysokości 100 000 dolarów każdemu, kto dostarczy wiarygodnych dowodów na istnienie jakiegokolwiek zjawiska parapsychologicznego lub zgodzi się na poddanie wiarygodnym testom na własne zdolności tego rodzaju i zdolności te okażą się prawdziwe.